# 布特哈副都統
布特哈副都统又称打牲总管，是清朝在今黑龙江省讷河市设立的正二品副都统官职。隶属黑龙江将军。

## 历史
1683年（康熙22年），今大兴安岭东麓境归黑龙江将军管辖。1691年（康熙30年），设立布特哈满洲总管一员；在3个“扎兰”（转写：jalan，连或队之意）、5个“阿巴”（围场之意）的基础上，建立布特哈八旗，布特哈（转写：buthai）意为“渔猎”。正蓝旗、镶红旗同驻雅鲁河，设扎兰衙门，并派有“扎兰章京”坐镇今扎兰屯，司掌正蓝、镶红两旗的军事和行政事务，由布特哈总管衙门节制。
1872年（同治11年），布特哈改设副都统衔总管。
1894年（光绪20年），布特哈副都统衔总管升为正二品布特哈副都统，仍隶属黑龙江将军管辖。副都统府主要设置有副都统公馆、大堂、印务处、左司、右司等副都统机构。
1906年（光绪32年），裁撤布特哈副都统，以嫩江为界，分设东路布特哈、西路布特哈，各设总管1人，分别掌管本路所辖各旗事宜。东路布特哈总管衙门仍设于副都统衙门旧基，至民国初裁撤，地方行政创设讷河县公署治理之。西路布特哈总管衙门驻宜卧奇后屯（今莫力达瓦达斡尔族自治旗尼尔基镇北9公里处宜卧奇村)旧总管衙门处，雅鲁河流域属西路布特哈。扎兰衙门历经215年废止。
西路布特哈总管：
- 布西设治局：1915年于西布特哈总管的正白旗界尼尔吉屯地方分置布西设治局，属黑龙江省。治所即今莫力达瓦达斡尔族自治旗尼尔基镇。西布特哈总管金纯德兼筹设治员，放荒招垦任内丈放县基。1922年改为布西县。其辖境东临嫩江与讷河县作天然界限；西至阿伦河左岸与雅鲁县分界；南至绰尔哈屯迤南与龙江、甘南两县分界；北至甘河右岸与嫩江县分界。
- 雅鲁设治局：在西布特哈西部，雅鲁河北岸，厢蓝旗界，扎兰屯地方。1916年3月1日，北洋政府为管理自行流入的垦荒农民和发展招垦事业，批准黑龙江省公署在大兴安岭东麓济沁河流域设置济沁河稽垦局；1916年7月1日，设置扎兰屯稽垦局，西布特哈总管金纯德兼筹设治，其辖境东至阿伦河右岸，与布西县分界；西至雅鲁河上游济沁河北岸，与济沁河稽垦局分界；南至扎赉特旗与景星县界；北至内兴安岭与呼伦贝尔之呼伦县分界。同时设立辅佐稽垦局管理土地开放事务的扎兰屯佐治局管理济沁河稽垦局与雅鲁河稽垦局的土地开放等行政事务的，专事土地开发及管理事务。1919年以阿伦河为界，东属布西设治局，西属扎兰屯佐治局。1926年2月2日，济沁河、扎兰屯两稽垦局合并设立雅鲁设治局，局址在今扎兰屯，由黑龙江省公署委派设治员进行管理。1929年1月5日，黑龙江省公署把雅鲁设治局改升为雅鲁县，衙署驻扎兰屯，隶属黑龙江省管辖，为三等县。
- 甘南县：在西布特哈南部。昔由省赴呼伦贝尔站道之二站地方，布特哈八旗牧猎场所。于清光绪三十一年经黑龙江巡抚程德全组设甘井子巡防局，委派总理一人马巡一队驻扎。在彼兼理放荒招垦事宜，会同西布特哈总管常云办理。于民国四年改为佐治局，仍归西布特哈总管金纯德节制。于民国十一年改为县治。其辖境东北两面与布西县分界；西至雅鲁县界；南与龙江县分界。
- 索伦山设治局：在西布特哈西南边界之索岳而吉山地方与内蒙乌尔穆沁左翼旗交界处。于民国初年因其蒙边地方设立宣抚局，办理宣抚边蒙及招徕垦户事宜。嗣因人户渐增辟地较多改为设治局。